# Manuel Gabriel González Ramos
Manuel Gabriel González Ramos (Tinajeros, 13 de octubre de 1966) es un político español del Partido Socialista Obrero Español (PSOE), delegado del Gobierno en Castilla-La Mancha entre junio de 2018 y marzo de 2019. Miembro de la Comisión Ejecutiva Federal del PSOE, fue diputado por Albacete en el Congreso durante las X, XI y XII legislaturas.

## Biografía
Nació en Tinajeros, pedanía de Albacete, el 13 de octubre de 1966. Doctor en Ingeniería Agrónoma por la Universidad de Castilla-La Mancha, licenciado en Economía y licenciado en Administración y Dirección de Empresas por la UNED. Posee además máster en Gestión y Análisis de Políticas Públicas por la Universidad Carlos III, en Sostenibilidad y RSC por la UNED y UJI, en Administración de Empresas por la UNED y en Gestión del Medio Ambiente y Desarrollo Sostenible por la UNED.

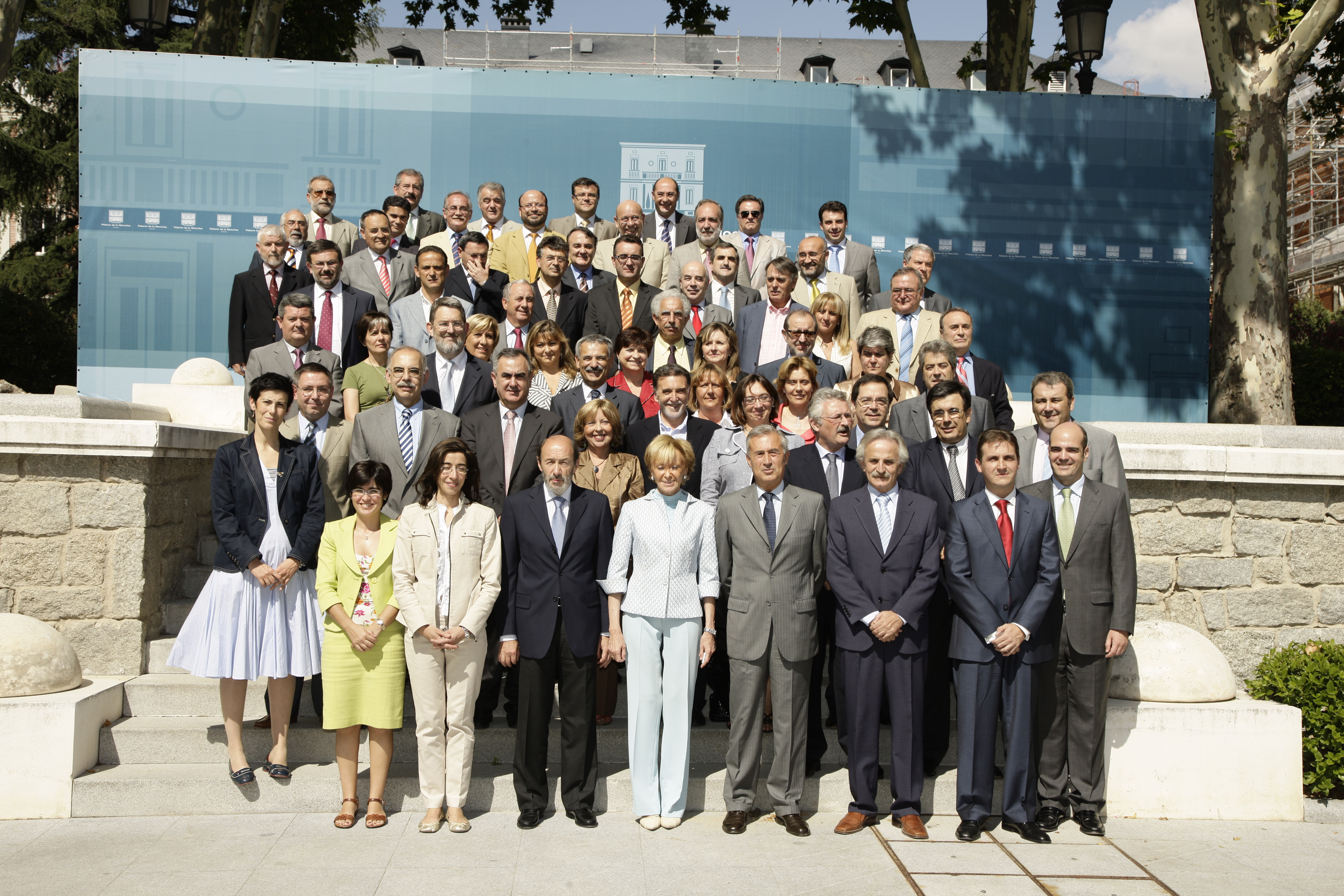
Junto a otros delegados y subdelegados del Gobierno en julio de 2008 en La Moncloa.

Es funcionario del cuerpo superior de la Junta de Comunidades de Castilla-La Mancha. Entre marzo de 2001 y abril de 2004 fue delegado provincial de Agricultura y Medio Ambiente y entre abril de 2004 y noviembre de 2007 delegado provincial de la Junta. Desde esa fecha y hasta octubre de 2011 fue subdelegado del Gobierno en Albacete. Secretario general provincial del PSOE en Albacete, en noviembre de 2011 fue elegido diputado en el Congreso, y reelegido en 2015 y 2016.
Fue nombrado por el Primer gobierno de Pedro Sánchez delegado del Gobierno en Castilla-La Mancha el 15 de junio de 2018. Sancionado su nombramiento por Felipe VI mediante real decreto de 18 de junio, tomó posesión de su cargo el 26 de junio.